# Iulie 1987
Acest articol este generat integral pe baza informațiilor din articolul 1987 și este actualizat periodic de un robot.
 Editările făcute în articol vor fi șterse la următoarea actualizare! Dacă doriți să faceți modificări, editați articolul-sursă.

ianuarie -
februarie -
martie -
aprilie -
mai -
iunie -
iulie -
august -
septembrie -
octombrie -
noiembrie -
decembrie
Iulie 1987 a fost a șaptea lună a anului și a început într-o zi de miercuri.

## Evenimente
- 3 iulie: În Uniunea Sovietică, Vladimir Nikolaev este condamnat la moarte pentru canibalism.
- 4 iulie: A intrat în funcțiune pasajul Lujerului din București, cu o lungime de 800 m, din care 400 m sunt acoperiți.
- 12 iulie: Jefuirea Depozitului de Valori Knightsbridge. Hoții au plecat cu o pradă în valoare de aproximativ 66 de milioane dolari (echivalentul a aproximativ 130 de milioane dolari 2012). În august a fost arestat italianului Valerio Viccei, care mai târziu a scris o carte despre jaf.
- 24 iulie: IBM-PC lansează programul DOS versiunea 3.3.

## Nașteri
- 2 iulie: Esteban Granero (Esteban Félix Granero Molina), fotbalist spaniol
- 3 iulie: Benoît Costil, fotbalist francez (portar)
- 3 iulie: Florin Constantin Niță, fotbalist român (portar)
- 3 iulie: Sebastian Vettel, pilot german de Formula 1
- 6 iulie: Victoraș Astafei, fotbalist român (atacant)
- 6 iulie: Bartosz Marek Białkowski, fotbalist polonez (portar)
- 6 iulie: Apostol Muzac, fotbalist român
- 6 iulie: Vasile Olariu, fotbalist român
- 7 iulie: Steven Crowder, jurnalist american
- 9 iulie: Volodîmîr Parasiuk, politician ucrainean
- 9 iulie: Bratislav Punoševac, fotbalist sârb (atacant)
- 9 iulie: Oleg Sîrghi, halterofil din R. Moldova
- 10 iulie: Éva Kiss, handbalistă maghiară (păortar)
- 13 iulie: Eva Rivas, cântăreață armeană
- 14 iulie: Igor Armaș, fotbalist din R. Moldova
- 14 iulie: Sara Canning, actriță canadiană
- 14 iulie: Dan Reynolds, cântăreț american
- 15 iulie: Kazuyasu Minobe, scrimer japonez
- 15 iulie: Junya Tanaka, fotbalist japonez (atacant)
- 15 iulie: Răzvan Tincu, fotbalist român
- 16 iulie: Mousa Dembélé (Moussa Sidi Yaya Dembélé), fotbalist belgian
- 16 iulie: Andres Vasquez (Andrés Javier Vasquez Rueda Pinto), fotbalist peruan
- 17 iulie: Andrei Bolocan, prezentator de televiziune din R. Moldova
- 17 iulie: Tigran Hamasian, muzician armean
- 17 iulie: Petru Racu, fotbalist din R. Moldova
- 17 iulie: Ivan Strinić, fotbalist croat
- 20 iulie: Edvan Bakaj, fotbalist albanez (portar)
- 21 iulie: Vadim Cemîrtan, fotbalist din R. Moldova (atacant)
- 22 iulie: Gabriela Mihalschi, handbalistă română
- 22 iulie: Naoyuki Fujita, fotbalist japonez
- 23 iulie: Alessio Cerci, fotbalist italian (atacant)
- 23 iulie: Luiz Gustavo Dias, fotbalist brazilian
- 23 iulie: Kosuke Ota, fotbalist japonez
- 23 iulie: Adrian Piț, fotbalist român
- 24 iulie: Monica Raluca Sârghe, fotbalistă română
- 24 iulie: Natalia Stratulat, atletă din R. Moldova
- 25 iulie: Fernando Reges (Fernando Francisco Reges Mout), fotbalist brazilian
- 25 iulie: Luigi Samele, scrimer italian
- 25 iulie: Gor Sudjian, cântăreț armean
- 27 iulie: Marek Hamšík, fotbalist slovac
- 28 iulie: Evghen Haceridi, fotbalist ucrainean
- 28 iulie: Pedro Eliezer Rodríguez Ledesma, fotbalist spaniol (atacant)
- 28 iulie: Sarah Snook, actriță australiană
- 30 iulie: Marius Liviu Floricel, fotbalist român
- 31 iulie: Michael Sheehan Bradley, fotbalist american
- 31 iulie: Brittany Byrnes, actriță australiană

## Decese
- 4 iulie: Bengt Strömgren (Bengt Georg Daniel Strömgren), 79 ani, astronom danez (n. 1908)
- 7 iulie: Virgil Huzum, 81 ani, poet român (n. 1905)
- 8 iulie: Gerardo Diego (Gerardo Diego Cendoya), 91 ani, poet spaniol (n. 1896)
- 14 iulie: Mihail Fărcășanu, 79 ani, jurnalist și diplomat român (n. 1907)
- 20 iulie: Richard Egan, actor american (n. 1921)
- 26 iulie: Tawfiq al-Hakim, 88 ani, scriitor egiptean (n. 1898)
- 27 iulie: Ioan Ioniță, 63 ani, politician român (n. 1924)
- 28 iulie: James Burnham, filosof american (n. 1905)
- 29 iulie: Dimitrie Prelipcean, 59 ani, scriitor român (n. 1927)